# Kimberley (wyżyna)

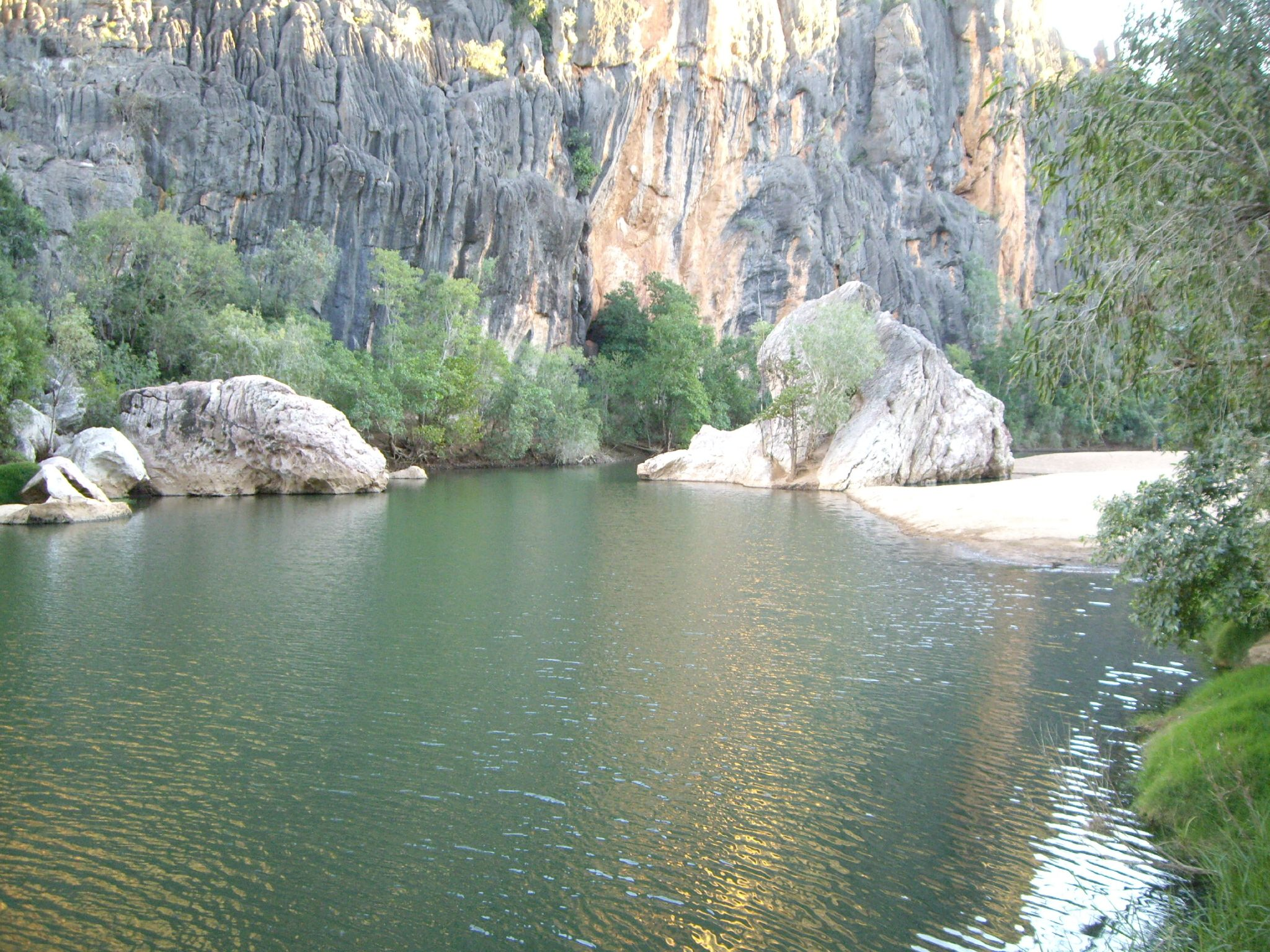
Rzeka Lennard

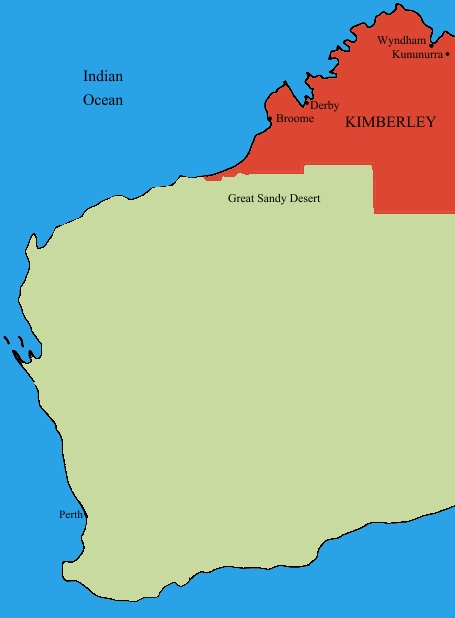
Położenie na mapie zachodniej Australii

Kimberley (ang. Kimberley Plateau) – wyżyna w północnej Australii, część Wyżyny Zachodnioaustralijskiej, jeden z dziewięciu regionów Australii Zachodniej. 
Nazwa wyżyny upamiętnia Johna Wodehouse'a, 1. hrabię Kimberley. Wyżyna zajmuje powierzchnię blisko 360 tys. km². Tworzą ją stare skały krystaliczne i piaskowce, na zachodzie bazalty. Na południu wyżynę pokrywa sawanna, na północy lasy eukaliptusowe. Od października do marca na wyżynie trwa pora deszczowa. Wyżynę przecinają doliny rzek.

## Region
Obszar regionu mniej-więcej pokrywa się z obszarem wyżyny. W 2014 roku region Kimberley zamieszkiwało 39 099 mieszkańców; dla porównania, w 2001 było ich 40 653. Kimberley zamieszkują Aborygeni australijscy reprezentujący ponad 30 grup językowych.